# Вишнёвый суп

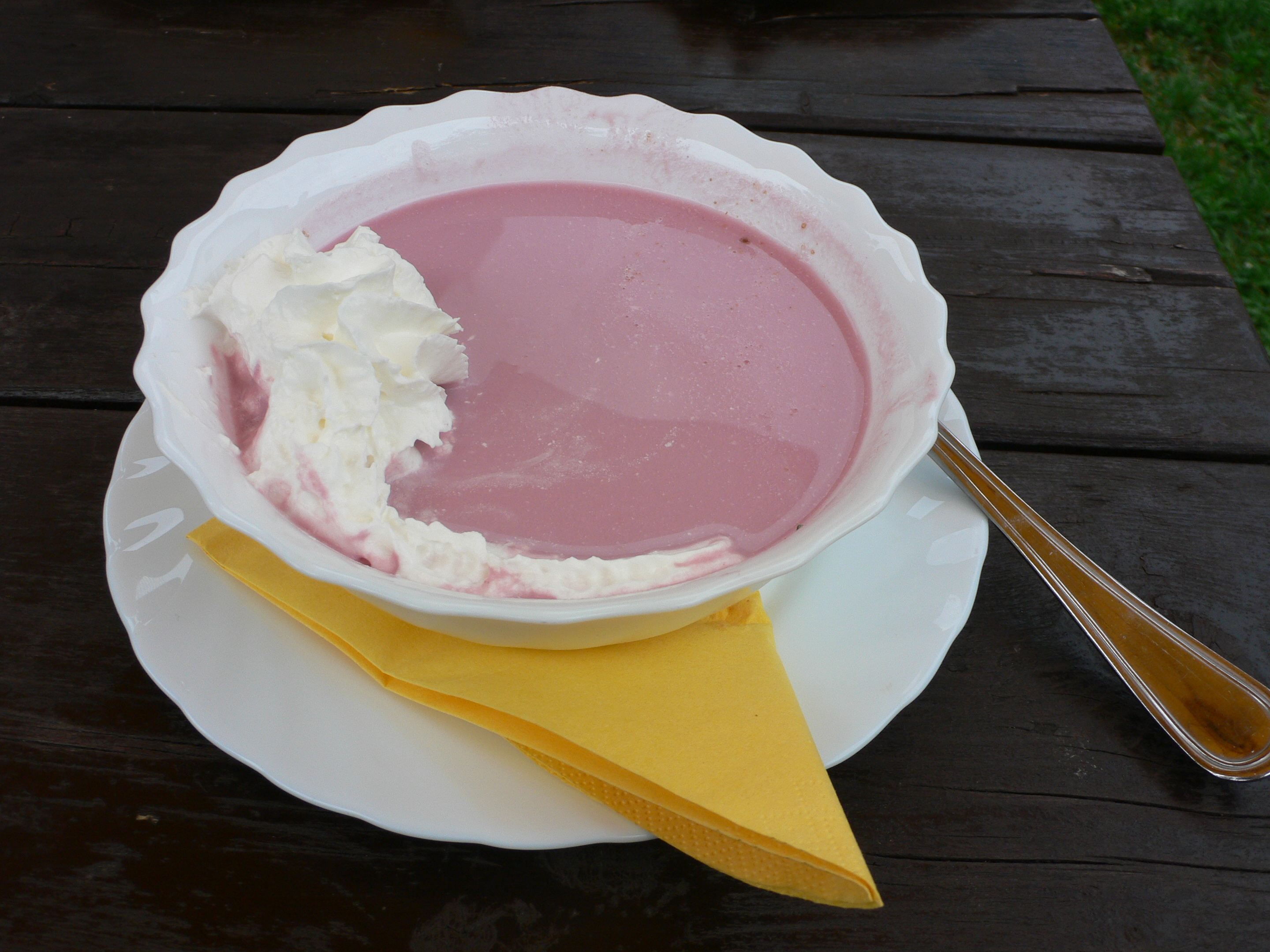
Венгерский вишнёвый суп

Вишнёвый суп — сладкий суп на основе сметаны, сахара и цельной свежей вишни, который подаётся охлаждённым. Этот суп зародился в венгерской кухне и является летним деликатесом нескольких европейских кухонь.
Блюдо прижилось в австрийской, польской, словацкой и немецкой кухнях. Эмигранты из Венгрии привезли этот суп в Северную Америку.
В венгерской кухне вишнёвый суп или меддьлевеш (meggyleves) готовят из плодов вишнёвого дерева (Prunus cerasus). Название образовано от слова meggy, что означает «вишня», и leves, что означает «суп». Традиционно его подают на ужин, в качестве закуски, супа или десерта тёплыми летними вечерами или во время жарких летних обедов. Суп готовится из цельной вишни, включая косточки. В Венгрии растёт много вишнёвых деревьев, и этот суп является хорошим примером типично венгерского слияния восточноазиатских влияний и традиционной континентальной европейской кухни. Обычно в суп добавляют свежую вишню, иногда используют консервированную вишню и часто заменяют сметану на сливки. Специи — гвоздика, корица, миндаль. Иногда перед подачей или в ходе приготовления в суп добавляют небольшое количество сладкого белого или красного сухого вина. Также в Венгрии продаются пакеты с сухим порошкообразным полуфабрикатом меддьлевеш.